# Nilssonia leithii
Nilssonia leithii is een schildpad uit de familie weekschildpadden (Trionychidae). 

## Naam en indeling
De wetenschappelijke naam van de soort werd voor het eerst voorgesteld door John Edward Gray in 1871. Oorspronkelijk werd de wetenschappelijke naam Trionyx leithii gebruikt. De schildpad behoorde lange tijd tot het niet langer erkende geslacht Aspideretes.
De soortaanduiding leithii is een eerbetoon aan de arts Andrew H. Leith, die gestationeerd was in Mumbai.  

## Uiterlijke kenmerken
De schildpad kan een rugschildlengte tot 63,5 centimeter bereiken een een gewicht tot dertig kilo. De schildkleur is grijs tot groenachtig grijs. Op het schild zijn vier of zes oogvlekken aanwezig die doen denken aan gemeen kijkende ogen. Deze vlekken verdwijnen bij oudere exemplaren. Het buikschild is geel en ongevlekt. 
De kop is vrij kort en eindigt in een kegel-achtige snuit. De huid van de kop en de nek is groengrijs, aan de kop zijn donkere lengtestrepen gelegen. Mannetjes zijn van vrouwtjes te onderscheiden door hun langere en dikkere staart. 

## Levenswijze
Nilssonia leithii is een waterminnende soort die erg schuw is, de schildpad wordt zelden op het land gezien.
De soort is omnivoor en eet vissen, kreeftachtigen, wormen, kikkervisjes en weekdieren zoals tweekleppigen en slakken. Soms wordt plantaardig materiaal gegeten. In de maag zijn ook wel kleine gastrolieten aangetroffen. 
Van januari tot juni vindt de voortplantingstijd plaats. De vrouwtjes zetten meerdere legsels per seizoen af. De eieren zijn rond en hard en hebben een diameter van ongeveer 30 millimeter. 

## Verspreiding en habitat
De soort komt voor in delen van Azië en is endemisch in India. De schildpad leeft hier in de rivieren Bhavani, Godaveri en Moyer in de deelstaten Karnataka en Kerala.
De habitat bestaat uit kleinere, snel stromende wateren met een modderige bodem. Voorbeelden zijn kreken en kanalen, ook in wateren bij tempels wordt de soort veel gezien. 

## Bedreiging en bescherming
De schildpad wordt bedreigd door aanpassingen van het leefgebied door de mens. Het is ook een van de soorten die op grote schaal wordt gevangen en geëxporteerd naar andere landen zoals China. Hier worden de dieren op markten verkocht als voedsel. 
Door de internationale natuurbeschermingsorganisatie IUCN is de beschermingsstatus 'ernstig bedreigd' toegewezen (Critically Endangered of CR).